# Polítiques públiques LGBTI a Catalunya
Les polítiques públiques LGBTI a Catalunya són conjunts d'accions i estratègies desenvolupades per les institucions públiques amb competències a Catalunya amb l'objectiu de garantir la igualtat de drets i oportunitats per a les persones LGBTI. Aquestes polítiques inclouen mesures com la promoció de la igualtat d'oportunitats i la lluita contra la discriminació, la sensibilització i la formació sobre qüestions LGBTI, la promoció de l'acceptació social de les persones LGBTI, la millora de l'accés a la salut i el benestar de les persones LGBTI, i la protecció contra la violència i la discriminació.

## Legislació sectorial
L'octubre de 2014 el Parlament de Catalunya va aprovar la llei LGBTI catalana. Malgrat això, seguia havent-hi discriminacions als col·lectius LGBTIQ+ en altres lleis catalanes, com ara la patologització de les persones transsexuals en la llei catalana del dret de les dones a erradicar la violència masclista. El 18 de desembre de 2020, es va aprovar una modificació d'aquesta llei en la qual es reconeixien les dones trans sense exigir una modificació a la menció de sexe en el seu document d'identitat. Així doncs, s'establia l'autodeterminació de gènere en els casos de violència masclista. També, es va incloure el concepte d'interseccionalitat d'opressions, com ara l'exercida contra la diversitat sexual i de gènere, que hauria de tenir-se en compte a l'hora d’abordar les violències masclistes. En el mateix ple, es va aprovar la llei d'igualtat de tracte i la no-discriminació, que en la disposició addicional novena encomanava al govern l'elaboració d'un projecte de llei sobre el canvi de nom i el reconeixement del sexe de les persones trans.
El Congrés dels Diputats va aprovar el desembre de 2022 el projecte de Ley para la igualdad real y efectiva de las personas trans y para la garantía de los derechos de las personas LGTBI. Aquesta llei, impulsada pel Ministeri d'Igualtat dirigit per Irene Montero, va comptar amb els vots favorables de PSOE, Podem, ERC, PNV, EH Bildu, Junts, CUP, Coalición Canaria, Més País-Equo, PDeCat, Compromís, BNG i Terol Existeix. Cap grup va recolzar les esmenes que el PSOE va presentar a la Comissió d'Igualtat del Congrés per exigir autorització judicial pel canvi e la menció de sexe a menors de 14 a i 15 anys. Van votar en contra de la llei els partits PP, VOX, Ciutadans, Foro Asturias. Es van abstenir diputats dels partits PDeCat, del PP, Ciutadans, PRC, i la diputada del PSOE Carmen Calvo.
El 2024 es va presentar l'Avantprojecte de llei integral de reconeixement del dret a la identitat i expressió de gènere, coneguda com la llei trans catalana, que ha de permetre la consolidació i el desplegament de polítiques públiques integrals per garantir els drets del col·lectiu trans i instersex, més enllà del que estableix la legislació de l'estat espanyol. Com a novetats, incorpora entre d'altres el ple reconeixement del gènere no-binari en els formularis i la documentació de la Generalitat, entitats locals i privades (excepte en els documents que són competència del govern espanyol), l'ampliació de l'atenció sanitària, la garantia d'intervenció del govern contra el desabastiment hormonal, l'establiment d'ajudes econòmiques específiques en casos de violència o precarietat, especialment per les persones joves del col·lectiu, i estableix mesures contra la transfòbia i la intersexfòbia com ara la prohibició explícita de l’apologia, el foment, la publicitat o la pràctica de mètodes o teràpies d’aversió o conversió, essent punibles amb la consideració d'infraccions molt greus.
En l'actualitat, hi ha normatives que segueixen discriminant els col·lectius LGTBIQ+ de manera indirecta, basant-se amb lògiques heteropatriarcals, com seria l'accés a la reproducció assistida o les peculiaritats de la violència entre parelles del mateix gènere, o també la manca d'autodeterminació de gènere en alguns àmbits. En general, les normatives sobre violències de gènere deixen majoritàriament desprotegit el col·lectiu LGBTI+ i no existeixen normatives específiques que cobreixin aquest buit normatiu.

## Canvi de nom i menció de sexe

### Registre civil
Les Corts Generals van aprovar el març de 2007 un projecte de llei del PSOE que permetria a les persones transsexuals canviar el seu nom i menció de sexe al Registre Civil, sempre i quant la persona fos major d'edat, amb nacionalitat espanyola, aportés un informe psiquiàtric o mèdic amb un diagnòstic de disfòria de gènere i documentés dos anys de tractament hormonal. Aquests informes no es demanarien en cas que la persona hagués realitzat una cirurgia genital de reassignació de sexe i el tractament hormonal no seria necessari quan hi hagués raons de salut o d'edat que impossibilitessin el seu seguiment.
Aquesta llei es va aprovar amb els vots favorables de tots els grups parlamentaris, excepte el PP que va votar en contra i tres diputats d'UDC que es van abstenir. Durant la seva tramitació al Senat, els grups de IU, ECP i CiU van presentar esmenes perquè els psicòlegs clínics poguessin fer el diagnòstic. IU i ECP volien canviar el diagnòstic de disfòria de gènere per un diagnòstic de transsexualitat i ECP volia eliminar el termini de dos anys de tractament hormonal. ECP també va presentar una esmena per substituir el diagnòstic per una acreditació de l'absència de malalties que poguessin interferir en la seva decisió. Per la seva banda, el PP demanava una sentència judicial per poder fer la modificació registral. Totes aquestes esmenes van ser rebutjades pel PSOE a la Comissió de Justícia, però al ple del Senat es va aprovar per unanimitat una nova esmena transaccional per incloure els psicòlegs clínics en el diagnòstic.
La Direcció General dels Registres i del Notariat va emetre una instrucció l'octubre de 2018 en la qual qui declarés que no podia complir els requisits clínics de la llei de 2007 podria realitzar igualment el canvi de nom. Les menors d'edat necessitarien la declaració de les seves representants. Aquesta instrucció va interpretar la llei del registre civil de manera que prevalien els factors psicosocials (gènere sentit) per sobre dels òrgans genitals (sexe biològic) a l'hora d'assignar el sexe. Considerava que altrament es lesionaria el dret al ple desenvolupament de la personalitat.
El març de 2023, va entrar en vigor la llei trans que permet canviar el nom i la menció de sexe al registre civil sense cap altre requisit que expressar la voluntat de fer el canvi. Primer, s'ha de presentar una sol·licitud davant el registre civil, i després, al cap de tres mesos, ratificar el desig de modificació. La persona ha de rebre informació sobre els efectes jurídics del canvi, i té la possibilitat de desfer el canvi a partir dels 6 mesos, seguint el mateix procediment. En cas que es volgués modificar-ho per tercera vegada, cal una autorització judicial.

#### Menors d'edat
La família d'un noi menor d'edat de Benasc (Província d'Osca) va denunciar el 2014 als jutjats que el Registre Civil els havia denegat modificar el seu nom i menció de sexe per no complir amb el requisit d'edat de la llei de 2007. El Jutjat de Primera Instància d'Osca va desestimar la seva demanda i la família va presentar un recurs d'apel·lació a l'Audiència Provincial d'Osca que també ho va desestimar. Aleshores, va presentar un recurs de cassació al Tribunal Suprem, que aquest al seu torn va plantejar una qüestió d'inconstitucionalitat. El Tribunal Constitucional va dictaminar el 2019 que exigir la majoria d'edat suposa una «profunda intromissió» al dret fonamental a la intimitat personal, com també una restricció desproporcionada del principi constitucional de garantir el lliure desenvolupament de la persona. Així mateix, va considerar que els prejudicis d'aquest requisit sobrepassaven les menors necessitats de tutela dels menors transsexuals. Va declarar-lo inconstitucional i va establir que les menors d'edat haurien d'acreditar «suficientment maduresa i trobar-se en una situació estable de transsexualitat».
La conseqüent sentència del Tribunal Suprem, de desembre de 2019, va afegir que per maduresa s'ha de considerar la definició del Comitè de Drets de l'Infant de l'ONU en l'observació general 12 de 2009. És a dir, la capacitat de l'infant de comprendre i avaluar les conseqüències d'un assumpte determinat i la seva capacitat d'expressar opinions de forma raonable i independent. El Tribunal Suprem també va recollir la jurisprudència del Tribunal Europeu de Drets Humans enrelació amb una sentència de 2015 que garanteix a les persones trans el reconeixement de la seva identitat de gènere en els documents oficials sense exigir cap procediment mèdic. Va recalcar que la mateixa llei de 2007 ja preveu no demanar el tractament hormonal quan per raons d'edat s'impossibiliti el seu tractament. Així mateix, va establir que l'autorització dels representants legals és complementària, doncs «l'article 162 del Codi Civil exclou de l'àmbit de la representació legal que els pares tenen respecte els seus fills menors d'edat els actes relatius als drets de la personalitat del fill, que d'acord amb la seva maduresa, pugui exercir per si mateix».
El febrer de 2022, per primera vegada a Espanya, una menor de nou anys va poder canviar la menció de sexe en el Registre Civil de Fuenteventura sense haver d'entregar cap informe mèdic ni psicològic. La Fiscalia va recórrer l'auto del Registre Civil davant la Direcció General de Seguretat Jurídica i Fe Pública, però aquesta va desestimar el recurs i, per tant, va mantenir el canvi en el registre. Altres menors també van poder canviar la menció de sexe, tot i haver-los estat denegat d'entrada en diversos registres civils espanyols, després de recórrer les decisions a la Direcció de General, que va revocar-les basant-se en la sentència del Tribunal Constitucional de 2019.
En entrar en vigor la llei trans, el març de 2023, van canviar els requisits per demanar el canvi de nom i menció de sexe. A partir dels 16 anys, es demana tan sols presentar una sol·licitud i ratificar-la al cap de tres mesos (com en les persones majors d'edat). En canvi, entre 14 i 16 anys, es demana que siguin assistides pels seus representants legals, i en cas de desacord entre les parts, hi ha d'intervenir un defensor judicial. Dels 13 a 12 anys, es necessita una autorització judicial. Pel que fa a menors de 12 anys, no poden canviar la menció de sexe, però sí el nom sense necessitar cap testimoni.

### Targeta sanitària
A partir de novembre de 2015, el Servei Català de la Salut va permetre a les menors d'edat transgènere i intersexuals obtenir una targeta sanitària amb el seu nom d'acord amb el gènere sentit. Per fer-ho, no es requeria haver canviat el nom al document d'identitat ni al Registre Civil, tampoc calia cap diagnòstic, tractament hormonal o intervenció quirúrgica. Al maig de 2016, la mesura es va fer extensiva també a les persones majors d'edat.

### Centre educatiu
El Departament d'Ensenyament va crear el 2016 un nou apartat en el Protocol de prevenció, detecció i intervenció enfront situacions d'odi i discriminació específic per a l'atendre infants i adolescents transgènere. A partir d'aleshores l'alumne té el dret d'identificar-se amb el seu nom i gènere sentit. Una mesura que afecta tant a les llistes de classe i informes, com a la resta de documents de caràcter intern. El 2018 el Departament d'Ensenyament va publicar el Protocol per a l'atenció i acompanyament de l'alumnat transgènere en els centres educatius amb la finalitat d'oferir unes pautes per atendre i acompanyar l’alumnat transgènere.

### Universitat
Les primeres universitats que van crear protocols per a implementar l'autodeterminació de gènere que prescriu la Llei LGBTI catalana van ser la Universitat Politècnica de Catalunya (UPC) i la Universitat de Barcelona (UB), el 2014 i 2016 respectivament. Tanmateix, el canvi de nom només es fa efectiu en l'ús intern de la Universitat, ja que documents administratius com els certificats o títols segueixen expedint-se amb el nom que consta al document nacional d'identitat.
El primer protocol de la UPC exigia aportar certificats mèdics per realitzar el canvi de nom, però posteriorment va ser eliminar aquest requisit. La UB va aprovar el protocol després que un professor de la Facultat de Belles Arts ho demanés a la Comissió d'Igualtat de la facultat en constatar que altres membres de la comunitat ho necessitaven. El professor ja havia demanat el canvi de nom cinc anys abans, però se li havia denegat al·legant que era necessari que el seu nom constés en el document nacional d'identitat.
El Consell Interuniversitari de Catalunya (CIC) va aprovar el 2017 un protocol per canviar el nom en els tràmits administratius de l'Oficina d'Accés a la Universitat i la matrícula universitària. Això va permetre també a les estudiants utilitzar el seu nom sentit des de l'accés a la universitat. A partir del protocol del CIC, altres universitats van elaborar els seus protocols. En l'actualitat, només la Universitat Rovira i Virgili i el CIC requereixen aportar la targeta sanitària amb el nom canviat.
| Universitat                               | Disposa de protocol | Any d'aprovació | Referència |
| ----------------------------------------- | ------------------- | --------------- | ---------- |
| Abat Oliba                                | No                  |                 |            |
| Autònoma de Barcelona                     | Sí                  | 2017            | [ 34 ]     |
| De Barcelona                              | Sí                  | 2016            | [ 35 ]     |
| De Girona                                 | Sí                  | 2018            | [ 36 ]     |
| De Lleida                                 | Sí                  | 2021            | [ 37 ]     |
| De Vic - Universitat Central de Catalunya | Sí                  | 2021            | [ 38 ]     |
| Internacional de Catalunya                | No                  |                 |            |
| Oberta de Catalunya                       | Sí                  | 2016            | [ 39 ]     |
| Politècnica de Catalunya                  | Sí                  | 2014            | [ 40 ]     |
| Pompeu Fabra                              | Sí                  | 2017            | [ 41 ]     |
| Ramon Llull                               | No                  |                 |            |
| Rovira i Virgili                          | Sí                  | 2017            | [ 30 ]     |

## Parelles del mateix sexe

### Parella de fet
El moviment LGBTI va incorporar-se al debat sobre la regulació de les parelles de fet, que va intensificar-se arrel d'una sentència del Tribunal Constitucional de 1994 que no reconeixia drets a les parelles que no haguessin contret matrimoni. El ple municipal de Vitoria-Gasteiz va aprovar el 1994 el primer Registre Municipal d'Unions Civils que reconeixia aquesta figura i incloïa les parelles del mateix sexe. Diversos municipis d'arreu d'Espanya van aprovar registres d'aquest tipus. A Catalunya, es van presentar dues proposicions de llei que no van prosperar. A partir del 1994, el Govern de Catalunya, amb la presidència de Jordi Pujol, va plantejar-se incorporar algunes de les reivindicacions al Codi de Família de Catalunya.
Un nou codi de família es va aprovar al Parlament de Catalunya el 1998, juntament amb la Llei d'unions estables de parella. Amb aquesta llei es regulava legalment per primera vegada a Espanya la figura jurídica de les unions estables de parella i es reconeixien les parelles homosexuals. Tot i això, la llei establia diferències entre parelles heterosexuals i homosexuals. En les homosexuals es requeria una escriptura notarial, mentre que en les heterosexuals era suficient acreditar una convivència ininterrompuda d'almenys dos anys. En canvi, les parelles homosexuals tenien reconeguts més drets en cas de mort d'un dels membres de la parella, pel fet de no tenir opció de contraure matrimoni.
La reforma de l'Estatut d'Autonomia de Catalunya de 2006 va incorporar la igualtat en les unions estables de parella, en l'article 40 sobre la protecció de les persones i de les famílies:
| «                                                | Els poders públics han de promoure la igualtat de les diferents unions estables de parella, tenint en compte llurs característiques, amb independència de l'orientació sexual de llurs membres. La llei ha de regular aquestes unions i altres formes de convivència i llurs efectes. | » |
| — Estatut d'Autonomia de Catalunya de 2006, DOGC | |   |

El juliol de 2010 es va promulgar el llibre segon del Codi Civil de Catalunya, relatiu a la persona i la família, que va substituir la Llei del Codi de família i la Llei d'unions estables de parella, ambdues del 1998. Aquesta nova llei va igualar el tractament jurídic de les parelles estables homosexuals i heterosexuals. Malgrat això, les associacions de defensa dels drets de les famílies homosexuals van considerar que el text era heterocentrista, ja que no tenia en prou consideració les especificitats dels models familiars no-heterosexuals, sobretot, pel que fa a les ruptures familiars. En el llenguatge del text es van emprar termes genèrics que fossin inclusius amb la diversitat familiar, com ara substituir els termes marit i muller per cònjuges, i els termes pare i mare per progenitors. Malgrat això, s'ha criticat la persistència del llenguatge sexista i no haver inclòs les desigualtats de les dones per causa de la família o en el si de la família.

### Matrimoni
El Tribunal Suprem s'havia pronunciat des del 1987 i de manera reiterada a no acceptar el matrimoni entre persones del mateix sexe, fins i tot, no acceptava la modificació registral de les persones transsexuals, perquè considerava que el dret a contraure matrimoni es limitava a persones amb diferent sexe biològic. La mateixa posició va mantenir la Direcció General dels Registres i del Notariat fins al 2001, quan a partir de la doctrina del Tribunal Europeu de Drets Humans, iniciada en la sentència de 25 de març de 1992, va tenir en consideració la modificació registral de les persones transsexuals i va permetre que es casessin amb una altra persona sempre que ambdues tinguessin un sexe registral diferent. Aquesta direcció general va argumentar que les sentències judicials que declaraven el canvi de sexe produïen el canvi en tots els efectes.
Després d'haver-se regulat la institució de la parella de fet en diverses comunitats autònomes, els col·lectius LTGBI van aspirar a legalitzar el matrimoni entre persones del mateix sexe. José Luis Rodríguez Zapatero va comprometre's a aprovar el matrimoni igualitari si guanyava les eleccions, i ho va incloure en el seu programa electoral. A tal efecte, el juliol de 2005, es va promulgar a les Corts Generals una modificació del Codi Civil espanyol que legalitzava el matrimoni homosexual a Espanya. Aquest canvi va permetre també que les persones transsexuals poguessin casar-se amb persones amb el mateix sexe registral, tant si havien canviat la menció de sexe en el Registre Civil com no. Es va afegir el següent paràgraf a l'article 44 del Codi Civil espanyol, va quedar redactat de la següent manera:
| « | El matrimoni té els mateixos requisits i efectes quan tots dos contraents són del mateix sexe o de diferent sexe. | » |
| — Llei 13/2005, d’1 de juliol, per la qual es modifica el Codi civil en matèria de dret a contreure matrimoni, BOE | |   |

Seguidament, el Partit Popular va presentar un recurs d'inconstitucionalitat al Tribunal Constitucional, perquè s'oposava a equiparar el matrimoni homosexual a l'heterosexual. Així mateix, alguns jutjats van plantejar qüestions d'inconstitucionalitat, amb la qual cosa van bloquejar els expedients de les parelles que intentaven casar-se. El Tribunal Constitucional no les va admetre, perquè va considerar que els jutjats no tenien legitimació per qüestionar aquesta norma. En canvi, sí que va resoldre el recurs plantejat pel PP al novembre de 2012, en què va declarar-ne la seva constitucionalitat, tot assenyalant que la nova legislació augmentava la garantia del dret a la dignitat i el lliure desenvolupament de la personalitat.
La Llei estatal per a la igualtat real i efectiva de les persones trans i per a la garantia dels drets de les persones LGBTI de 2023, va eliminar els termes home i dona de l'article 44 del Codi Civil espanyol, que es van substituir per persona. Així doncs, aquest article pren actualment la següent forma:
| « | Tota persona té dret a contraure matrimoni conforme a les disposicions d'aquest Codi. El matrimoni tindrà els mateixos requisits i efectes quan tots dos contraents siguin del mateix o de diferent sexe. | » |
| — Llei per a la igualtat real i efectiva de les persones trans i per a la garantia dels drets de les persones LGBTI | |   |

## Adopció
L'abril de 2005, es va promulgar una modificació del Codi de Família per legalitzar l'adopció en parelles del mateix sexe.
El juliol de 2005, es va promulgar a les Corts Generals una modificació del Codi Civil espanyol que legalitzava el matrimoni homosexual a Espanya i obria la porta a l'adopció en parelles del mateix sexe. El 2012 el Tribunal Constitucional va resoldre el recurs d'inconstitucionalitat presentat pel Partit Popular. Aquest tribunal va declarar-ne la constitucionalitat, perquè va considerar que no existeix cap certesa que permeti afirmar que les parelles homosexuals no puguin oferir les condicions d'acollida favorables a l'interès del menor.
Malgrat que la llei LGBTI catalana prescriu que s'ha de garantir que en la valoració de la idoneïtat en els processos d’adopció no hi hagi discriminació a les persones LGBTI; en l'adopció internacional impera la normativa de cada Estat i, per tant, no es pot garantir la igualtat en els processos d'adopció. Només tres estats permeten l'adopció per part de famílies homoparentals en els quals l'Institut Català de l'Acolliment i de l'Adopció té conveni: Mèxic, Brasil i Colòmbia. No va ser fins al novembre de 2019 que es va realitzar amb èxit la primera adopció internacional homoparental a Catalunya.

## Educació afectiva, sexual i de gènere
El setembre de 2019 el Departament d'Ensenyament va anunciar el programa «Codeduca't» d'educació sexual i afectiva que s'impartiria de 3r de primària fins a 4t de l'educació secundària obligatòria. Es formaria una mestra per ser la referent a cada centre educatiu. El 2019 iniciava amb una prova pilot a tres-cents centres educatius.

## Organització administrativa

### Generalitat de Catalunya
El Pla del Govern de Catalunya 2003-2006 incloïa tres accions per al col·lectiu LGBTI: crear un pla interdepartamental per a la no-discriminació de les persones homosexuals; crear un òrgan consultiu per donar veu a les associacions i establir un diàleg amb l'Administració; i equiparar les parelles de fet en el conjunt d'ajuts i suport públic. El 28 de juny de 2005, el Govern va crear el Programa per al col·lectiu gai, lesbià i transsexual.
El Govern de Catalunya 2006-2010 va crear el Departament d'Acció Social i Ciutadania, amb la consellera Carme Capdevila i Palau, que va assumir les polítiques de gais, lesbianes i transsexuals sota la Secretaria de Polítiques Familiars i Drets de Ciutadania, amb la direcció de Carme Porta i Abad. Aquesta secretaria es va fer responsable del Programa de Gais, Lesbianes i Transsexuals; i també, d'impulsar la creació del Consell Consultiu i de Participació d'entitats del col·lectiu Lesbià, Gai i Transsexual, que va constitui-se el 26 de juny de 2007 amb la denominació "Consell Nacional de Lesbianes, Gais i Homes i Dones Bisexuals i Transsexuals (LGBT)".
El Govern de Catalunya 2010-2012 va renomenar el Departament d'Acció Social i Ciutadania per Departament de Benestar Social i Família, que va estar dirigit pel conseller Josep Lluís Cleries i Gonzàlez. La Secretaria de Polítiques Familiars i Drets de Ciutadania va passar a denominar-se Secretaria de Família i Ramon Terrassa i Cusí va assumir-ne la direcció. Al maig de 2011, es va crear l'Àrea per a la Igualtat de Tracte i No-discriminació de Persones LGTB, que depenia de la Secretaria de Família, i que va substituir el Programa per al col·lectiu gai, lesbià i transsexual. Aquesta àrea tenia la funció de realitzar actuacions per a la no-discriminació de les persones LGTB, supervisar l'execució del pla interdepartamental per a la no-discriminació, valorar els projectes de subvencions vinculats amb aquesta àrea i fer funcionar el Consell Nacional de Lesbianes, Gais i Homes i Dones Bisexuals i Transsexuals. Amb el Govern de Catalunya 2012-2016, el Departament de Benestar Social i Família va passar a la consellera Neus Munté i Fernàndez i la Secretaria de Família a Dolors Gordi i Julià. El 2015 es va nomenar Maria Lluïsa Jiménez i Gusí com a responsable de l'àrea LGTB de la Generalitat.
El Govern de Catalunya 2016-2017 va renomenar el Departament de Benestar Social i Família per Departament de Treball, Afers Socials i Famílies, que va estar dirigit per la consellera Dolors Bassa i Coll. Es va crear la Secretaria d'Igualtat, Migracions i Ciutadania, amb la direcció d'Oriol Amorós i March, de la qual depenia la Direcció General d'Igualtat, dirigida per Mireia Mata i Solsona, on s'adscrivia l'Àrea per a la Igualtat de Tracte i No-discriminació de Persones Lesbianes, Gais, Bisexuals, Transgèneres i Intersexuals (LGBTI). Aquesta va incorporar la intersexualitat en la seva denominació i les funcions d'implementar la llei LGTBI catalana i tramitar les incidències i denúncies administratives de discriminació LGBTI. En el Govern de Catalunya 2018-2021, Chakir El Homrani Lesfar va passar a ser el conseller del Departament de Treball, Afers Socials i Famílies, i al novembre de 2020, Mireia Vall i Urbea va substituir Oriol Amorós a la Secretaria d'Igualtat, Migracions i Ciutadania.
Algunes entitats dels col·lectius LGBTI, com l'Observatori Contra l'Homofòbia o Crida LGBTI, van denunciar de manera reiterada lentitud en el desplegament de la llei LGTBI catalana i manca de resposta per part de la Generalitat de Catalunya a les denúncies de LGTBIfòbia presentades. També van demanar un procediment sancionador específic per a les discriminacions i el cessament de la responsable de l'Àrea per la Igualtat de Tracte i No Discriminació de Persones LGTBI.
Al maig de 2021, en el Govern de Catalunya 2021-2025, es va crear el Departament d'Igualtat i Feminismes, sota la direcció de la consellera Tània Verge, que va incloure una secretaria general i dues secretaries sectorials, entre les quals, la Secretaria d'Igualtat, dirigida per Mireia Mata, de la qual depenia una direcció general de polítiques públiques LGBTI, amb Xavi Florensa.

#### Pla interdepartamental LGBTI
El 5 de setembre de 2006, el Govern va posar en funcionament el primer Pla interdepartamental per la no-discriminació de les persones homosexuals i transsexuals que establia les línies d'actuació de la Generalitat per enfortir els drets de les persones LGTB des dels diversos departaments. Aquest pla es va actualitzar el 9 d'octubre de 2012. El 2019 va entrar vigor el pla interdepartamental del període 2019-2022, amb l'objectiu d'implementar la llei LGBTI catalana de manera coordinada amb els diversos departaments de la Generalitat i el Consell Nacional LGBTI.

#### Comissió interdepartamental LGBTI

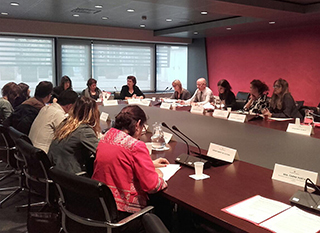
El febrer de 2017 es va constituir la Comissió interdepartamental per coordinar les polítiques per a garantir els drets de les persones LGBTI.

El 8 de novembre de 2016 el Govern de Catalunya va crear la Comissió interdepartamental LGBTI. Es va constituir el 16 de febrer de 2017 i es regeix pels principis de l'article 6 de la llei LGBTI catalana. Es preveu la creació d'aquest òrgan en l'article 8.2 d'aquesta llei i se li atribueixen les funcions d'elaborar, programar i avaluar el pla interdepartamental LGBTI. La Comissió interdepartamental LGBTI funciona en ple, que es reuneix almenys una vegada a l'any, i crea comissions de treball amb tècnics o tècniques sobre la matèria. Es preveu el seu cessament quan finalitzi el pla interdepartamental LGTBI. Els càrrecs de presidència, vicepresidència i secretaria corresponen a les titulars del Departament de Treball, Afers Social i Famílies; la Direcció General d'Igualtat; i l'Àrea per a la Igualtat de Tracte i No-discriminació de Persones LGBTI; respectivament. Les vocalies estan formades per representants de cadascun dels departaments de l'Administració.

### Municipis

#### Xarxa de municipis LGBTI
La xarxa de municipis LGBTI es va crear el 2016 amb l'objectiu d'impulsar polítiques LGBTI municipals i compartir recursos i experiències entre els diversos ajuntaments que en formen part. Va ser impulsada per 10 ajuntaments de Catalunya, la majoria de l'àrea de Barcelona, i es va presentar a Cerdanyola coincidint amb el Dia Internacional de l'Orgull LGBTI. En la seva primera jornada celebrada a Sabadell el gener de 2017 ja s'hi havien adherit 17 municipis.

#### Regidories LGBTI
Les primeres regidories de polítiques LGBTI es van crear als ajuntaments de Ripollet, Terrassa, Santa Coloma de Gramenet i Barcelona en el mandat de 2015-2019.

#### Plans Municipals
L'Ajuntament de Barcelona va iniciar el 2010 el Pla Municipal per al Col·lectiu Lesbià, Gai, Transsexual i Bisexual. L'octubre de 2016, l'ajuntament aprova el Pla Municipal per la Diversitat Sexual i de Gènere, que pren el relleu de l'anterior, i es concep com un instrument d'actuació de l'ajuntament per a promoure la perspectiva de la diversitat sexual i de gènere i per a l'eliminació de les desigualtats i violències que es deriven de l'orientació sexual, la identitat de gènere i les diferències en el desenvolupament sexual.

### Universitats
A partir de l'aprovació de la llei LGBTI catalana, les universitats catalanes van impulsar de manera asíncrona i autònoma dos tipus de protocols que permetrien, per una banda, que les persones transgènere s'identifiquessin amb el seu nom sentit i, per altra banda, actuar de manera organitzada davant les violències i l'assetjament LGBTIfòbic.
Paral·lelament, les universitats de forma coordinada i amb la col·laboració de la comunitat universitària, diversos col·lectius LGBTI i la Direcció General d'Igualtat, van elaborar la Guia per a la incorporació de la diversitat sexual i de gènere a les universitats catalanes a partir de la Llei 11/2014, que es va publicar el maig de 2018 i que estableix diversos objectius i accions en la comunitat universitària, la discriminació i l'assetjament, la docència i la recerca. La investigació Uni4Freedom (2018-2020) que estudiava la violència per raó d'orientació sexual, identitat o expressió de gènere a les universitats catalanes va portar a la creació d'una segona guia, la Guia per a la superació de la violència per raó d'orientació sexual, identitat o expressió de gènere a les Universitat.

## Participació ciutadana

### Consell Nacional de Lesbianes, Gais, Bisexuals, Transgèneres i Intersexuals
El Consell Nacional LGBTI és un espai de participació ciutadana de la Generalitat de Catalunya que es creà el 2007 i que té per objectiu protegir els drets de les persones LGBTI. Es defineix com a òrgan consultiu de les administracions catalanes i hi tenen representació les associacions que treballen principalment en favor dels drets de les persones LGBTI i les persones i professionals que hagin destacat per llur tasca i expertesa en aquest àmbit. Aquest consell va concebre's en el Pla de Govern del 2004 a 2007 del tripartit, que reflectia la creació d'un òrgan consultiu permanent amb participació de les organitzacions de gais i lesbianes per establir un diàleg entre aquestes entitats i l'administració. Va ser el 26 de juny de 2007 quan es va constituir el Consell Nacional de Lesbianes, Gais i Homes i Dones Bisexuals i Transsexuals (LGBT), amb seu al Departament d'Acció Social i Ciutadania, en un acte on van assistir representants de l'administració i entitats LGBTI. Posteriorment, l'octubre de 2014, es va promulgar la llei LGTBI catalana que canviava la denominació del Consell Nacional LGBT a Consell Nacional de Lesbianes, Gais, Bisexuals, Transgèneres i Intersexuals (LGBTI). Així doncs, afegia els termes intersexuals i transgènere, i eliminava transsexuals. El canvi es va fer efectiu amb l'aprovació del nou reglament del consell l'octubre de 2018. Aquest reglament incorporava en el preàmbul, a petició d'algunes entitats LGBTI, els termes transsexualitat i lesbofòbia, amb l'objectiu de donar visibilitat a aquestes dues realitats i diferenciar-les dels termes més genèrics transgènere i homofòbia que utilitza la llei.

### Consells municipals LGBTI
El 2004 l'Ajuntament de Barcelona va crear el primer consell municipal LGBTI de l'estat, el Consell Municipal de Gais, Lesbianes i homes i dones Transsexuals de Barcelona. Aquest donava representació a les entitats LGBTI de la ciutat i s'establia com a òrgan estable d'interlocució entre l'ajuntament i les associacions.

### Consejo de participación de las personas lesbianas, gais, trans, bisexuales e intersexuales (LGTBI)
El juny de 2020 el Ministeri d'Igualtat va crear el Consejo de Participación de las Personas lesbianas, gais, trans, bisexuales e intersexuales (LGTBI). Es tracta d'un òrgan col·legiat que pretén fomentar la col·laboració i el diàleg entre les diverses administracions estatals i les organitzacions LGBTI. Entre les seves funcions hi ha la d'elaborar un estudi anual sobre les polítiques públiques LGBTI.

## Atenció sociosanitària a les persones trans
La llei LGBTI catalana de 2014 va establir en l'article 16 que la política sanitària no ha de tractar com una patologia la condició de transgènere o intersexual i que s'hauria d'incorporar al sistema sanitari l'atenció integral tenint en compte la voluntat de la persona afectada en la presa de decisions.
La plataforma Trans*forma la Salut va presentar una queixa a la Generalitat el juny de 2016, perquè complís amb la llei LGBTI catalana i creés un nou model sanitari per al col·lectiu trans. La queixa anava acompanyada d’un estudi legal i una proposta de model d'atenció a la salut que havia estat consensuada pels col·lectius integrants de la Plataforma. Trans*forma la Salut es va crear el 2015 amb les associacions Generem!, ACATHI, Chrysallis Catalunya, Associació Transsexuals de Catalunya, En Femme i Joves Trans* Barcelona, a les quals s'hi van afegir posteriorment MPGIL Catalunya, Colors de Ponent i Violeta Trans.
Uns mesos després de la queixa, el govern va presentar el nou model, que abandonava la idea de la transsexualitat com a malaltia i reconeixia l'autodeterminació de gènere. Van dissenyar aquest nou model el Departament de Salut, en col·laboració amb la Plataforma Trans*Forma la Salut i professionals i expertes en la matèria. Amb posterioritat, la Plataforma va registrar al Parlament de Catalunya una proposta de resolució per donar suport al model d'atenció a la salut proposat pel Departament de Salut, que es va aprovar el 30 de març de 2017. Així mateix, durant el 2017 diversos ajuntaments de Catalunya van aprovar mocions per donar suport al nou model de salut proposat per la Plataforma Trans*Forma la Salut. El nou sistema, basat en el Servei Trànsit, es va publicar a l'octubre de 2017 i va entrar en vigor el novembre del mateix any.

### Servei Trànsit
La ginecòloga Rosa Almirall va impulsar al Centre d'Atenció Primària Manso de Barcelona un nou model d'assistència per a les persones trans amb una perspectiva biopsicosocial que reconeixia l'autodeterminació de gènere. El servei es va presentar el 21 d’octubre del 2012 a les jornades Cultura Trans del Centre de Cultura de les Dones Francesca Bonnemaison de Barcelona. A efectes pràctics suposava una atenció sense discriminació, no patologitzant i sense barreres per accedir a les hormones.
La nova Unitat Trànsit va tenir un èxit immediat, tot i el rebuig i les crítiques d'algunes unitats especialitzades. A partir del 2017, aquest servei va esdevenir de referència en l'atenció a la transidentitat en l'Institut Català de la Salut i va traslladar-se al CAP Numància de Barcelona. També va passar a ser la via d'accés a les intervencions quirúrgiques.
A la resta del territori català, el Servei Trànsit va obrir una unitat al CAP Sant Pere de Reus el 2019. La segona unitat es va obrir el mateix any al CAP Rambla Ferran de Lleida. El 2021, va obrir una altra unitat al CAP Bages de Manresa, després de diverses protestes de col·lectius trans en aquesta ciutat, i a finals d'any va entrar en funcionament una altra unitat a Girona. El gener de 2022, va posar-se en marxa la Unitat Trànsit de la Metropolitana Nord, al CAP Sant Fèlix de Sabadell.

### Unitat d'Identitat de Gènere
La Unitat d'Identitat de Gènere (UIG) de l'Hospital Clínic de Barcelona es va crear el 1986. Inicialment s'anomenava Unitat de Trastorns d'Identitat de Gènere i era l'únic servei que donava accés a les hormones i intervencions quirúrgiques amb previ diagnòstic psiquiàtric de "trastorn de la identitat de gènere" o disfòria de gènere. A partir del novembre de 2017, amb el nou model d'atenció a les persones trans, l'accés a la UIG es va restringir únicament per derivació de la Unitat Trànsit, ja fos per petició de la persona interessada o dels seus representants legals (en cas de menors), o bé, perquè la persona compleix els criteris del protocol compartit entre les dues unitats.

## Atenció a les persones LGBTI+
La llei LGBTI catalana va establir la creació de d'un servei d'atenció integral «per atendre les persones que pateixin, hagin patit o estiguin en risc de patir discriminació o violència per raó de l’orientació sexual, la identitat de gènere o l’expressió de gènere». També, ha d’atendre les víctimes de discriminació en l’àmbit familiar i donar-los suport, especialment en els casos de violència masclista o en els casos en què es trobin implicats els grups LGBTI. El servei ha de donar respostes adequades, àgils, properes i coordinades a les necessitats d’aquestes persones, per la qual cosa el personal ha de tenir formació en matèria de drets civils i no-discriminació.
El Govern de Catalunya va començar a implantar aquest servei el 2017, que ofereix informació i atenció a les persones LGBTI+ i als seus entorns, així com suport per tramitar procediments administratius o denunciar agressions o discriminacions.

## Comunicació

### Consell Audiovisual de Catalunya
La llei LGBTI catalana estableix, en l'article 15, que el Consell Audiovisual de Catalunya ha de vetllar perquè els continguts dels mitjans de comunicació siguin respectuosos i tractin amb normalitat la diversitat sexual i de gènere. En aquest sentit, el Consell Audiovisual de Catalunya va publicar el 20 de juny de 2017 un codi de recomanacions sobre el tractament de les persones LGBTI als mitjans de comunicació. Més endavant, el novembre de 2017, va elaborar un informe sobre la presència a Internet de continguts que promovien la LGBTIfòbia, i a partir d'aquesta anàlisi, va portar davant la fiscalia 33 continguts que podien constituir un delicte en el codi penal i va requerir a les empreses proveïdores d'Internet que retiressin aquests continguts. Vuit d'aquests van ser retirats per les proveïdores d'Internet i, dos anys més tard, el 2019, la fiscalia va presentar dues denúncies als jutjats d'instrucció número 15 i 19 de Barcelona.

### Campanyes de comunicació
L'octubre de 2018 la Generalitat i Ferrocarrils de la Generalitat de Catalunya (FGC) van pintar un vagó de tren amb el lema «Denuncia la LGTBIfòbia, hi tens tot el dret». També es va retransmetre un anunci sobre el procediment per presentar denúncies a les estacions de FGC, alguns centres de salut i sales de cinema, entre d'altres. Dos anys després, a l'octubre de 2020, es va repetir la campanya. Aquest cop es van pintar tres vagons i es va projectar l'espot a més de tres-cents vuitanta centres de salut i setze sales de cinema de Barcelona.
El juny de 2020 la Xarxa de Serveis d'Atenció Integral LGBTI amb el lema «Donem un pas cap a la diversitat» va impulsar que es pintés mobiliari urbà amb els colors de la bandera irisada pel dia de l'alliberament LGBTI. Hi van participar més d'un centenar de municipis de Catalunya. Al juliol del mateix any, la Generalitat va impulsar la campanya «Defensem el que és obvi» per sensibilitzar sobre el dret a la no-discriminació. Es va incidir en l'autodeterminació de gènere i en la llibertat afectivosexual, entre d'altres.

## Actes de reconeixement

### Monuments LGBTI

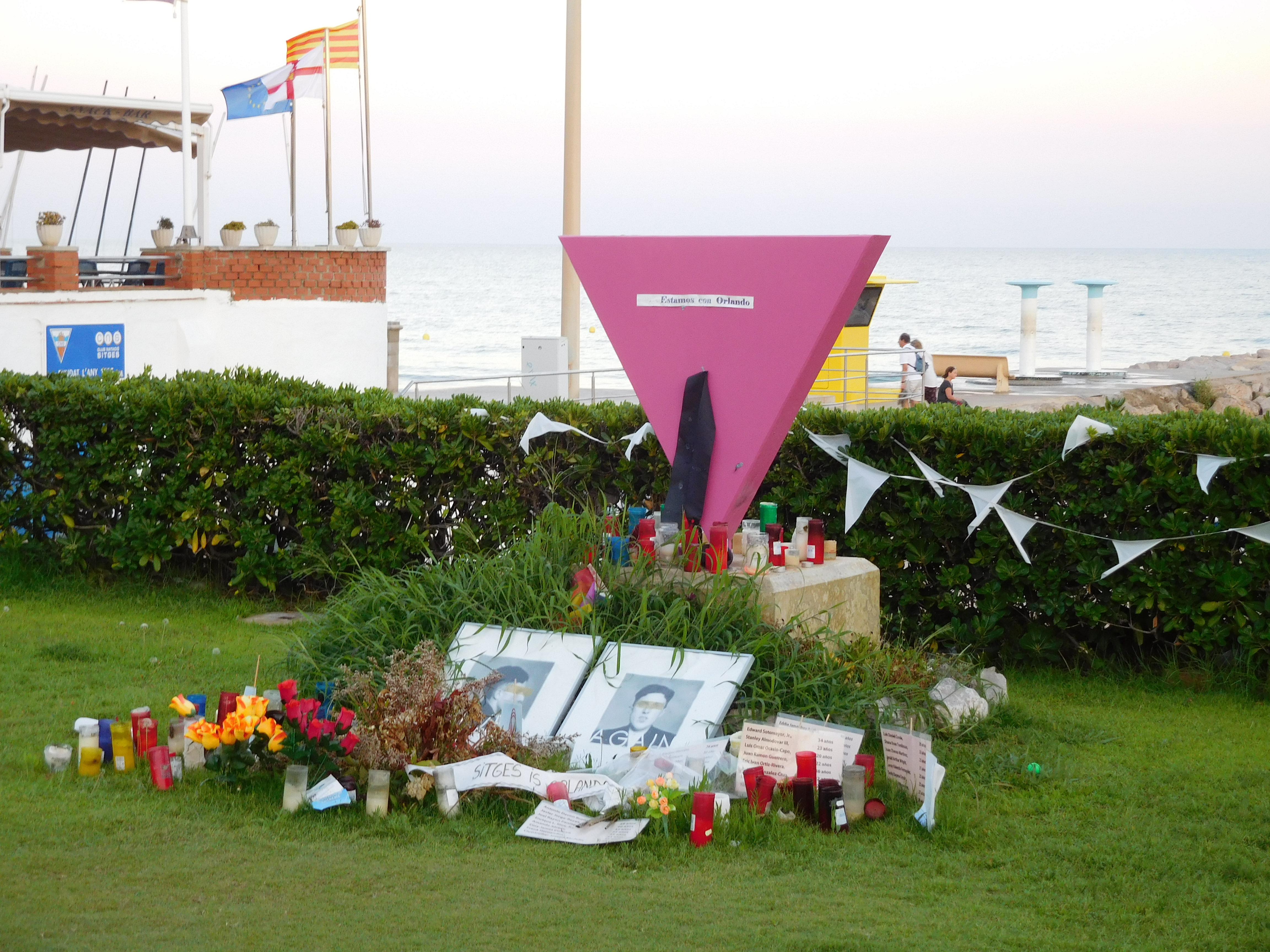
Fotografia del memorial contra l'homofòbia de Sitges en l'acte de solidaritat per les víctimes de l'atemptat a Orlando de 2016.

Catalunya compta amb quatre monuments pel col·lectiu LGBTI. Estan ubicats a Sitges, Barcelona i Ripollet. Tres d'aquests monuments prenen la forma de triangle rosa i el quart es tracta d'una glorieta que es va rebatejar en memòria de la Sònia Rescalvo. El primer monument a Catalunya va ser inaugurat el 2006 per part de l'Ajuntament de Sitges «en contra de l'homofòbia» i per condemnar els fets homòfobs produïts el 1996 a la ciutat. Deu anys més tard, l'Ajuntament de Barcelona va inaugurar un monument al Parc de la Ciutadella «en memòria dels gais, les lesbianes i les persones transsexuals que han patit persecució i repressió al llarg de la història». El mateix ajuntament va rebatejar el 2013 la glorieta que hi ha en aquest parc com a Glorieta de la Transsexual Sònia per condemnar l'assassinat de Sònia Rescalvo, una dona transsexual que va ser assassinada el 1991 per un grup de neonazis en aquest espai. El darrer monument LGBTI va ser inaugurat el 2017 per l'Ajuntament de Ripollet «en reconeixement de la lluita del col·lectiu LGTBI en la defensa i conquesta dels seus drets i llibertats».

### Bandera irisada als edificis públics
Diversos edificis públics de Catalunya onegen la bandera irisada a la façana en dates significatives pel moviment LGTBI com a mostra de compromís amb la defensa dels drets LGBTI. El 2005 l'Ajuntament de Barcelona ja penjava la bandera al seu balcó, una pràctica que es va anar estenent arreu de Catalunya.
El juny de 2020 el Tribunal Suprem va dictar una sentència en la qual prohibia l'ús de banderes no oficials a l'exterior dels edificis públics, per la qual cosa prohibia també exhibir banderes LGBTI a les façanes dels ajuntaments. En resposta a la sentència, moltes institucions van prendre la decisió de seguir onejant la bandera LGBTI malgrat la prohibició de l'alt tribunal.

## Antidiscriminació
En la dictadura franquista, la Ley de vagos y maleantes de 1933 va modificar-se el 1954 per incloure-hi l'homosexualitat, i juntament amb la llei sobre l'escàndol públic, s'utilitzava per reprimir l'homosexualitat i la transsexualitat. Aquesta llei va ser posteriorment substituïda el 1970 per la Llei sobre perillositat i rehabilitació social que va permetre les detencions policials i els internaments en centres de tortura. El mateix any es va iniciar a Barcelona una mobilització LGBTI que després de la mort del dictador es va estendre de manera efectiva en altres regions d'Espanya. El 1977, diverses associacions espanyoles van realitzar actes públics en els quals demanaven la derogació de la llei de perillositat social, entre altres reivindicacions. La mobilització va seguir, malgrat la dura repressió, i el 26 de desembre de 1978 el govern espanyol, presidit per Adolfo Suárez, va eliminar l'homosexualitat de la Llei de perillositat i rehabilitació social, modificació que es va publicar l'11 de gener de 1979.

### Codi Penal
El 1989, el Codi Penal va passar a reconèixer les violències sexuals com a vulneracions de la llibertat sexual i es van introduir els primers canvis per a reconèixer els drets sexuals de les dones. El 1995, es va introduir l'homofòbia com a agreujant dels delictes.

### Deure d'intervenció
La llei LGBTI catalana estableix, en l'article 11, el deure del personal de les administracions públiques de Catalunya de denunciar la discriminació o violència exercida per motiu d'orientació sexual, identitat de gènere o expressió de gènere. El 17 d'octubre de 2017 la Generalitat va aprovar el protocol per desplegar el deure d'intervenció. La posterior llei d'igualtat de tracte i no-discriminació va ampliar la tipologia de subjectes que estan obligats a intervenir i va establir que constituiria una infracció molt greu abstenir-se d'intervenir per aquelles persones que tenen el deure de fer-ho.

### Infraccions i sancions administratives
La llei LGBTI catalana estableix, en l'article 34, una tipologia de conductes que es consideren infraccions i, per tant, poden ser sancionades per la Generalitat. Les infraccions es classifiquen en lleus, greus i molt greus, i comprenen expressions vexatòries que incitin a la violència, actes que comportin aïllament, rebuig o menyspreu públic, notori i explícit, entre d'altres. Les sancions atribuïdes a les infraccions inclouen advertències per escrit, multes de diverses quanties, la prohibició de rebre ajudes o subvencions públiques i la prohibició de contractar amb l'administració de la Generalitat. El novembre de 2020, per primera vegada una entitat LGBTI va realitzar una formació a la persona agressora com a mesura alternativa a la sanció econòmica que la llei LGBTI preveu per a les infraccions lleus.
La llei d'igualtat de tracte i no-discriminació, aprovada el desembre de 2020, va ampliar vastament les conductes discriminatòries que constitueixen una infracció administrativa, en l'article 43, i les sancions que s'imposarien, en l'article 45. L'esmentada llei va transferir la competència de tramitar els expedients sancionadors a l'Organisme de Protecció i Promoció de la Igualtat de Tracte i la No-discriminació. Així mateix, va establir que l'Ajuntament de Barcelona assumiria aquesta competència en el terme municipal de Barcelona. També va incorporar la mediació com a pas previ a iniciar el procediment sancionador.

### Protocols del Departament d'Ensenyament
El maig de 2017 el Departament d'Ensenyament va publicar el Protocol d'assetjament escolar a persones LGBTI. Aquest ofereix orientacions de caràcter preventiu, de detecció i d’intervenció enfront situacions d’assetjament a l’alumnat per motius d’orientació afectiva sexual, identitat de gènere o expressió de gènere.

### Protocols universitaris

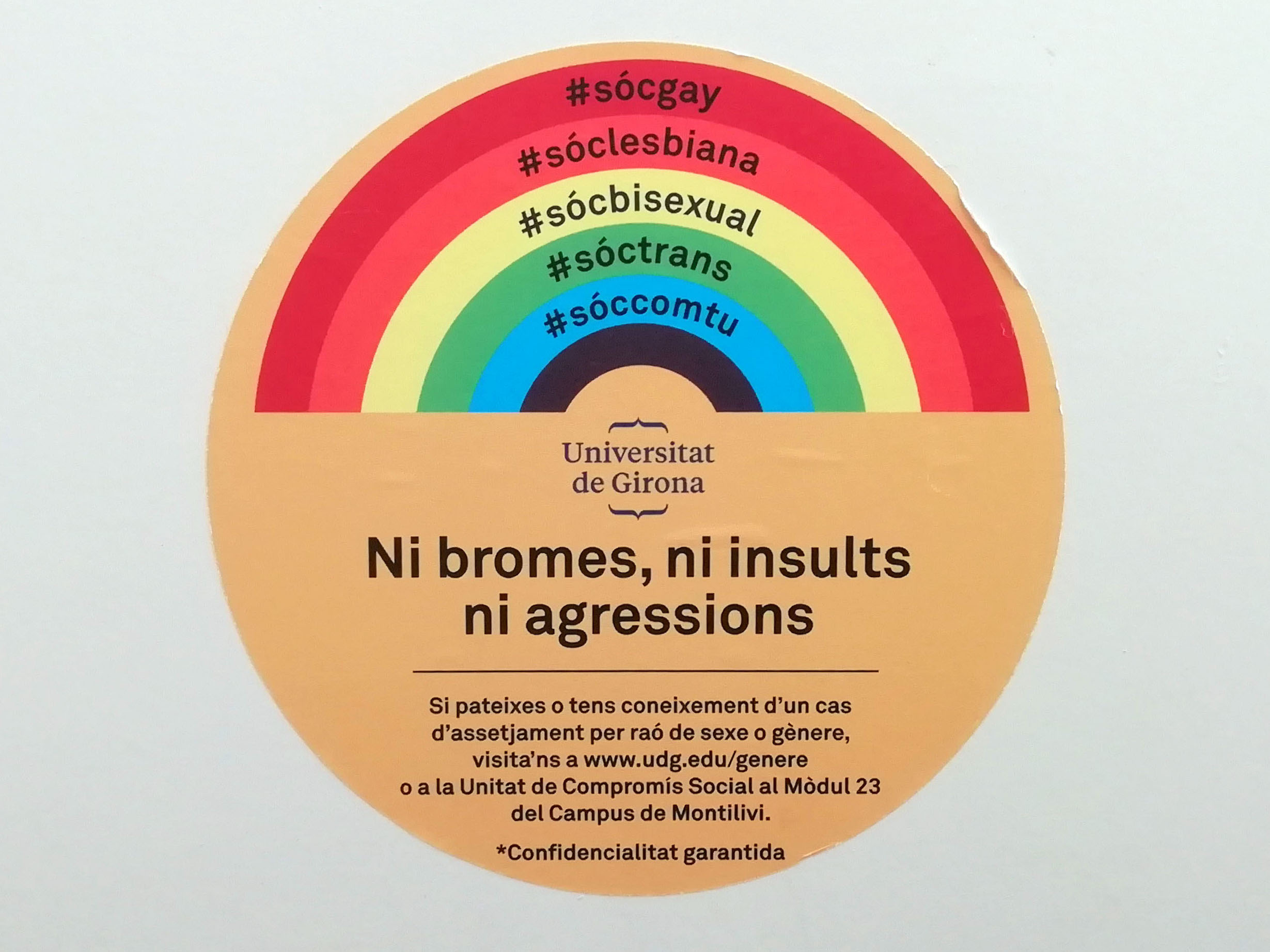
Adhesiu en un lavabo de la Universitat de Girona sobre el protocol contra l'assetjament per raó de sexe, gènere o sexualitat.

Abans de l'aprovació de la llei LGBTI catalana, la majoria d'universitats catalanes comptaven ja amb protocols d'actuació davant d'assetjament i violència de gènere. Aquests es van elaborar a partir de la Llei per a la igualtat efectiva de dones i homes. Amb l'aprovació de la llei LGTBI, aquests protocols es van adaptar, actualitzar o renovar per incloure-hi les violències i l'assetjament per motiu d'orientació sexual, identitat de gènere i expressió de gènere.
Les crítiques a aquests protocols apunten una manca de reconeixement de la necessitat de disposar de serveis especialitzats d'atenció a les persones LGBTI, com també una manca de recursos humans i econòmics per desplegar-los. En conseqüència, algunes universitats van signar convenis amb l'associació Conexus que compta amb un programa específic per a persones LGBTI.
| Universitat                               | Disposa de protocol | Any d'aprovació  | Referència      |
| ----------------------------------------- | ------------------- | ---------------- | --------------- |
| Abat Oliba                                | No                  |                  |                 |
| Autònoma de Barcelona                     | Sí                  | 2018             | [ 160 ]         |
| De Barcelona                              | Sí                  | 2014, 2019       | [ 161 ] [ 101 ] |
| De Girona                                 | Sí                  | 2017             | [ 162 ] [ 101 ] |
| De Lleida                                 | Sí                  | 2018             | [ 163 ]         |
| De Vic - Universitat Central de Catalunya | Sí                  | 2015             | [ 164 ]         |
| Internacional de Catalunya                | No                  |                  |                 |
| Oberta de Catalunya                       | Sí                  | 2013             | [ 165 ] [ 101 ] |
| Politècnica de Catalunya                  | Sí                  | 2016, 2017, 2020 | [ 166 ] [ 167 ] |
| Pompeu Fabra                              | Sí                  | 2018             | [ 168 ]         |
| Ramon Llull                               | No                  |                  |                 |
| Rovira i Virgili                          | Sí                  | 2019             | [ 169 ]         |

## Espais

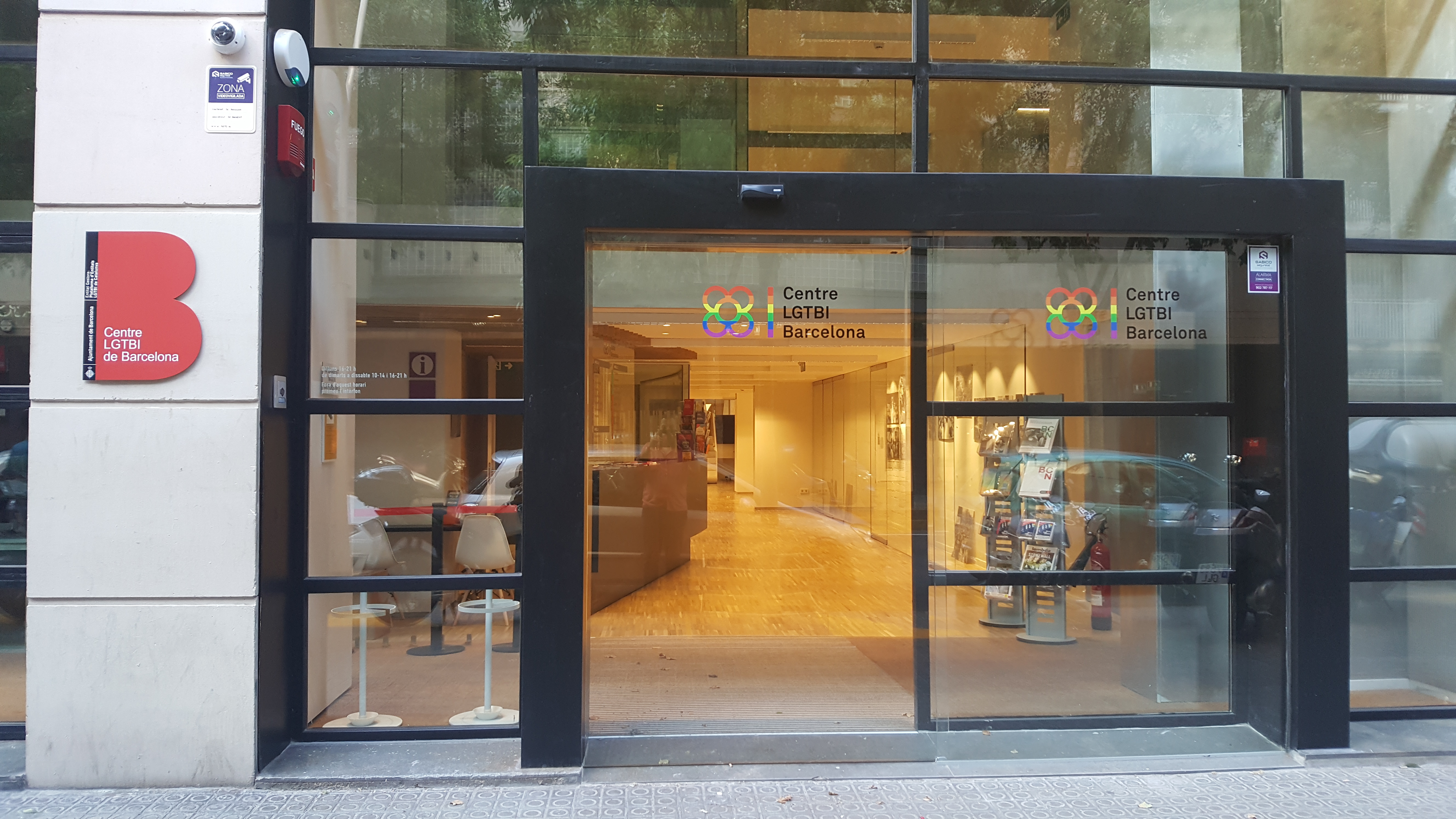
Entrada del Centre LGTBI de Barcelona al carrer Compte Borrell.

### Centre LGBTI de Barcelona
El Centre LGBTI de Barcelona es va inaugurar el 19 de gener de 2019. Una mesura prevista en el Pla Municipal per la Diversitat Sexual i de Gènere de l'Ajuntament de Barcelona que va començar a desenvolupar-se el 2012 des del Consell Municipal LGTBI de Barcelona, amb algunes entitats. La Plataforma d'Entitats LGTBI de Catalunya, que agrupa diverses entitats LGBTI, porta la gestió del centre, amb la supervisió de l'ajuntament. El centre ofereix informació i orientació a les persones que ho sol·licitin, i compta amb serveis especialitzats i gratuïts que inclouen, entre d'altres, acollida personal i familiar, assessorament laboral i psicològic, orientació legal i jurídica, informació sociosanitària i atenció a persones trans i intersexuals. El centre també compta amb una programació cultural, d'oci, de sensibilització i reflexió amb activitats obertes a tothom. El Casal Lambda, una de les entitats que formen part del centre, va traslladar el seu Centre de Documentació Armand Fluvià en aquest espai, que consta d'una biblioteca i un arxiu històric de temàtica LGBTI.
La setmana següent de la inauguració, el Centre LGBTI va ser atacat per un grup de persones que van trencar-ne els vidres de l'entrada i van pintar-hi amenaces de mort. Com a resposta, es va originar una gran mobilització amb centears de manifestants per protestar contra l'atac, en la qual hi van assistir també representants polítiques com l'alcaldessa Ada Colau i la portaveu del govern Elsa Artadi. L'Ajuntament de Barcelona va presentar una denúncia a la Fiscalia de Delictes d’Odi, però aquesta va arxivar la investigació per no poder determinar els autors de l'atac.

## Dret d'associació
El Ministeri de l'Interior va legalitzar el FAGC el 16 de juliol de 1980, després de la manifestació del 28 de juny en la qual es reclamava la legalització d'aquesta organització. El 2001 es van cancel·lar les dades de les persones LGBTIQ+ fitxades durant el franquisme i la transició.

## Avaluació
L'abril de 2017 l'Institut Diversitas va presentar l'Informe d'Avaluació del Procés d'Implementació de la Llei 11/2014. D'aquesta manera, es va complir la disposició addicional segona de la llei, que estipulava l'avaluació de l'impacte social de la llei en un termini de dos anys.